# Tyler Faith
Tyler Faith (ur. 3 kwietnia 1975 w Bostonie) – amerykańska aktorka pornograficzna.

## Życiorys
Urodziła się w Bostonie w stanie Massachusetts. W latach 2002–2014 występowała w filmach pornograficznych i współpracowała z Pleasure Productions i Jill Kelly Productions. Była również CEO własnej agencji Team Tyler Productions.
Wystąpiła także w Szkoła pożądania (Carnal Cravings, 2006) jako Sharon, jednym z odcinków serialu Sex Games Vegas – pt.: Sexual Politics (2006) jako Celene oraz komedii Hollywood Sex Wars (2011) jako Tyler, dziewczyna na wieczorze kawalerskim z Fabio.
Była związana z kanadyjskim graczem hokeja na lodzie Adamem Oatesem, czarnoskórym graczem futbolu amerykańskiego National Football League Lawyerem Milloyem, koszykarzem Paulem Pierce'em, węgierskim aktorem porno Anthonym Hardwoodem (2003), Aurorą Snow (2003), Kinzie Kenner (2006), amerykańskim aktorem porno Scottem Nailsem (2006) i Nikki Benz (2007).

## Nagrody
| Rok  | Nagroda                               | Kategoria              |
| ---- | ------------------------------------- | ---------------------- |
| 2005 | NightMoves Adult Entertainment Awards | Tancerka roku wg fanów |